# Pantano del Jándula
Pantano del Jándula är en reservoar i Spanien.   Den ligger i provinsen Provincia de Jaén och regionen Andalusien, i den centrala delen av landet, 240 km söder om huvudstaden Madrid. Pantano del Jándula ligger 329 meter över havet. Arean är 4,6 kvadratkilometer. 
Den sträcker sig 9,2 kilometer i nord-sydlig riktning, och 6,1 kilometer i öst-västlig riktning.